# Grafschafter Nachrichten
Die Grafschafter Nachrichten, kurz GN, erreichen im Landkreis Grafschaft Bentheim, in Teilen des Emslandes und den Niederlanden etwa 90.000 Leser, davon 18.338 Abonnenten (2019). Der Sitz ist in Nordhorn. Die verkaufte Auflage beträgt 18.144 Exemplare, ein Minus von 29,7 Prozent seit 1998.
In der Druckerei der GN im Nordhorner Industrie- und Gewerbepark (GIP) werden nicht nur die Grafschafter Nachrichten gedruckt, sondern neben verlagseigenen Sonderpublikationen auch alle Tageszeitungen und Anzeigenblätter der Zeitungsgruppe Ostfriesland, beispielsweise die Ostfriesischen Nachrichten, die Ostfriesen-Zeitung und der General-Anzeiger.
Die Grafschafter Nachrichten sind ein Kopfblatt, sie beziehen die Mantelseiten von einem Partnerverlag, der Neuen Osnabrücker Zeitung.

## Geschichte
Die Grafschafter Nachrichten wurden 1949 von den beiden Altverlegerfamilien Kip (Nordhorn/Neuenhaus) und Hellendoorn (Bentheim) gegründet. Die direkten Vorgängerzeitungen waren aus dem Verlag Kip die rechts-protestantischen Nordhorner Nachrichten und das ebenfalls aus diesem Verlag stammende und für die Niedergrafschaft bestimmte Zeitung und Anzeigeblatt aus Neuenhaus, welches erstmals 1874 herausgegeben wurde. 1943 musste das Neuenhauser Blatt mit den Nordhorner Nachrichten fusionieren.
Der Verlag Hellendoorn hatte seit 1879 die politisch neutralere, ebenfalls protestantisch orientierte Bentheimer Zeitung vertrieben, diese in der Zeit des Nationalsozialismus jedoch in Grafschafter Kreisblatt umbenannt. Alle weiteren Grafschafter Zeitungen waren in der NS-Zeit aus politischen oder wirtschaftlichen Gründen zugunsten dieser beiden Verlage eingestellt worden, so z. B. der katholische Nordhorner Anzeiger, die Schüttorfer Zeitung, das Nordhorner Tageblatt oder die Grafschafter Wochen-Rundschau. Nach dem Zweiten Weltkrieg gründeten beide Verlagshäuser gemeinsam die Grafschafter Nachrichten, deren erste Ausgabe am 1. November 1949 erschien. Die Startauflage betrug 6 000 Stück.
1967 übernahmen die GN die inzwischen stark reduzierte Auflage des Konkurrenzblatts Grafschafter Tagespost.
Aufgrund der Zeitungskrise und des Zeitungssterbens in den frühen 1970er Jahren gingen die GN ab dem 1. April 1974 eine Kooperation mit der Neuen Osnabrücker Zeitung (NOZ) dergestalt ein, dass diese den Zeitungsmantel, also die überregionalen Nachrichten und Meldungen, fertig lieferte sowie den Druck durchführte und das Anzeigengeschäft koordinierte. Bei den GN selbst werden seither nur noch Lokalteil, lokaler Sportteil und regionaler Anzeigenteil erstellt.
Nachdem bereits 1976 die Verlagsgebäude am Ootmarsumer Weg zu klein geworden waren und sich eine Erweiterung als nicht durchführbar erwies, wurde in Nordhorns damals neuem Gewerbe- und Industriepark (GIP) ein neues Gebäude errichtet, das am 15. August 1980 bezogen wurde. Die Geschäftsstelle verblieb in der Hauptstraße. Ende 1982 wurde ein Kaufvertrag für eine 32seitige Offset-Rotationsmaschine Uniman 4/2 geschlossen, womit auf Offsettechnik umgestellt werden konnte. 1984 wurde die neue Druckerei in Betrieb genommen, die die aktuelle Druckauflage von 20 205 Exemplaren in gut einer Stunde drucken konnte. Im November 1987 wurde der Grundstein für ein neues Verwaltungsgebäude gelegt, das im Frühjahr 1988 bezogen wurde.
Ab Dezember 1997 erschienen die GN in einer inhaltlich und gestalterisch neuen Aufmachung. Die regionale Berichterstattung wurde auf Ereignisse jenseits der Kreisgrenzen und in die Niederlande ausgeweitet und samt einem neuen Kulturteil wieder vollständig in der Nordhorner Redaktion hergestellt. Gleichzeitig begann der Internetauftritt der GN.
In der Debatte um die Einführung eines Leistungsschutzrechts für Presseverleger positionierten sich die Grafschafter Nachrichten 2013 als eines von wenigen Verlagshäusern gegen das Leistungsschutzrecht.

## Auflage
Die Grafschafter Nachrichten haben, wie die meisten deutschen Tageszeitungen, in den vergangenen Jahren an Auflage eingebüßt. Die verkaufte Auflage ist in den vergangenen 10 Jahren um durchschnittlich 2,8 % pro Jahr gesunken. Im vergangenen Jahr hat sie um 2 % abgenommen. Sie beträgt gegenwärtig 18.144 Exemplare. Der Anteil der Abonnements an der verkauften Auflage liegt bei 84,2 Prozent.
| 1998  | 1999  | 2000  | 2001  | 2002  | 2003  | 2004  | 2005  | 2006  | 2007  | 2008  | 2009  | 2010  | 2011  | 2012  | 2013  | 2014  | 2015  | 2016  | 2017  | 2018  | 2019  | 2020  | 2021  | 2022  | 2023  | 2024  |
| ----- | ----- | ----- | ----- | ----- | ----- | ----- | ----- | ----- | ----- | ----- | ----- | ----- | ----- | ----- | ----- | ----- | ----- | ----- | ----- | ----- | ----- | ----- | ----- | ----- | ----- | ----- |
| 25806 | 25637 | 25367 | 25464 | 25150 | 25325 | 25139 | 25662 | 26038 | 25801 | 25867 | 25395 | 25082 | 24715 | 24078 | 23154 | 24006 | 23046 | 22696 | 22043 | 21660 | 21168 | 21175 | 20654 | 19295 | 18508 | 18144 |

## Beteiligungen
Von Anfang 2011 bis Januar 2019 waren die Grafschafter Nachrichten mit 25,2 % an dem regionalen Fernsehsender ev1.tv für die Region Emsland/Grafschaft Bentheim beteiligt.